# Eleccions legislatives letones de 2011
Les eleccions legislatives letones de 2011 es van celebrar el 17 de setembre de 2011 a Letònia. Aquests comicis van ser convocats de manera excepcional després de la celebració d'un referèndum sobre la dissolució del parlament el 23 de juliol. El resultat del referèndum va ser de 94% dels vots a favor de la dissolució, amb una participació del 44%. Un total de 13 partits es van presentar en 5 circumscripcions electorals. La participació fou del 60,55%, un percentatge inferior a la de les eleccions anteriors.
El guanyador de les eleccions va ser la coalició Centre de l'Harmonia que va obtenir el 28,37% dels vots i 31 escons.

## Resultats
|         | |          |       |          |     |  |  |  |  |  |  |  |  |  |
| Partits | Partits | Vots     | %     | Escons   | +/- |  |  |  |  |  |  |  |  |  |
|         | Centre de l'Harmonia (Saskaņas centrs) - Partit Socialdemòcrata "Harmonia" (Sociāldemokrātiskā Partija „Saskaņa”) - Partit Socialista Letó (Latvijas Sociālistiskā partija) | 259, 930 | 28.63 | 31 / 100 | 2   |  |  |  |  |  |  |  |  |  |
|         | Partit de la Reforma de Zalters (Zatlera Reformu partija) | 190, 853 | 20.82 | 22 / 100 | Nou |  |  |  |  |  |  |  |  |  |
|         | Unitat (Vienotība) | 172, 567 | 18.83 | 20 / 100 | 13  |  |  |  |  |  |  |  |  |  |
|         | Aliança Nacional (Nacionālā Apvienība) | 127, 208 | 13.88 | 14 / 100 | 6   |  |  |  |  |  |  |  |  |  |
|         | Unió de Verds i Agricultors (Zaļo un Zemnieku savienība) - Unió d'Agricultors Letons (Latvijas Zemnieku savienība) - Partit Verd de Letònia (Latvijas Zaļā partija)         | 111, 955 | 12.22 | 13 / 100 | 9   |  |  |  |  |  |  |  |  |  |
|         | Partit Reformista de Šlesers LPP/LC (Šlesera Reformu partija LPP/LC) | 22, 131  | 2, 41 | 0 / 100  | 8   |  |  |  |  |  |  |  |  |  |
|         | Pels Drets Humans en una Letònia Unida (Par cilvēka tiesībām vienotā Latvijā)                                                                                               | 7, 109   | 0.78  | 0 / 100  | =   |  |  |  |  |  |  |  |  |  |
|         | Altres | 16, 461  | 2.70  | -        | -   |  |  |  |  |  |  |  |  |  |
| Total   | Total | 916,469  | 100.0 | 100      |     |  |  |  |  |  |  |  |  |  |